# Bering House of Flowers
Bering House of Flowers ApS er en dansk blomsterforretning, der er beliggende på Landemærket i København.
Virksomheden har sit navn efter sin grundlægger, Erik Bering, der åbnede den i 1972. Oprindeligt lå den i Købmagergade, men flyttede siden til Landemærket.
Siden 1990 har forretningen været kongelig hofleverandør.  Bjarne Als har drevet forretningen siden 2003.
Virksomheden har gennem flere år har kæmpet med svigtende resultater, milliongæld og trusler om lukning. I 2021 kom det frem, at Bjarne Als adskillige gange har taget ulovlige lån i virksomheden, hvilket fik Erhvervsstyrelsen til at melde sagen til både Skat og Københavns Politi. Anmeldelsen blev dog trukket tilbage, da lånet blev indfriet.